# مسكيرش
مسكيرش (بالألمانية: Messkirch) هي مدينة وبلدة ألمانية تقع في ألمانيا في بادن-فورتمبيرغ. يقدر عدد سكانها بـ 8,442 نسمة .

## المدن التوأمة
مدن Sassenage وكاهوكو، إيشيكاوا هي مدن توأمة لـمسكيرش.

## أعلام
- أرنولد ستادلر
- كارل مولر
- مارتن هايدغر
- ريجينا فرانك